# Paul-André Doyen
Paul-André Doyen, francoski general, * 1881, † 1974.